# Spara och Slösa
Spara och Slösa är en svensk serie skriven och tecknad av Birgitta Lilliehöök, som under åren 1926–1963 skapade den för tidningen Lyckoslanten, Sparbankens tidning för barn. Serien kom att bli lite av en klassiker och är välkänd i den generationen som växte upp i Sverige under andra världskriget och efterkrigstiden. En modernare version av serien tecknas sedan 2005 av Lena Forsman.

## Beskrivning
Serien handlar om två flickor där Slösa är den som kastar bort sina pengar på nöjen och konsumtion medan Spara istället sparar sina pengar. Spara kan därmed unna sig något fint som hon vill ha i slutändan, vilket inte Slösa kan. 
Serien har även gjorts om till musikal med världspremiär på Fjäderholmarna i Stockholm sommaren 2011. Regisserade av Stefan Clarin så spelar Linnéa Vikström, Amanda Krüger, Snezana Markovic och Katja Lobas rollerna som Spara och Slösa. Musiken har specialskrivits av Christoffer Skoug och manus bygger på serierna som Lena Forsman har skrivit. Under våren 2012 kommer musikalen att åka på en skolturné i Sverige.
Spara och Slösa lanserades vid en tid då barn började få en egen penningekonomi, sparande uppmuntrades och spargrisar blev varje barns egendom.

## Dansk motsvarighet
Motsvarigheter skapades även i andra länder, och i Danmark trycktes Sparegrisen 2–3 gånger om året åren 1932–1972. Den här barntidningen lanserades med den tecknade serien Peter Spar og Søren Sold, där en liknande motsatsduo (i det här fallet två pojkar) skulle förtydliga sparandets värde. Peter Spar og Søren Sold tecknades av Aage Lundvald i sammanlagt 61 avsnitt och fanns i tidningen fram till början av 1960-talet. Duon hördes även som i barnprogram i radio.

## Källhänvisningar
1. 1 2  Skott 1981, s. 3
2. ↑  Om Lyckoslanten
3. ↑  ”Om Lyckoslanten”. Swedbank. https://www.swedbank.se/om-oss/samhallsengagemang/lyckoslanten/om-lyckoslanten.html. Läst 14 juni 2023.
4. ↑  Poul Porskær Poulsen: "Peter Spar og Søren Sold - Om den forsigtige generation". Arkiverad 17 juni 2014 hämtat från the Wayback Machine. Historie-online.dk. Läst 24 oktober 2014. (danska)
5. ↑  ”" ... for eksempel tegneserien "Peter Spar og Søren Sold"”. Lundvald.grandts.dk. Läst 24 oktober 2014. (danska)
6. ↑  Schmidt, Jan (2008-07-23): " Afgjort anbefalelsesværdig bog om daglig- og kulturlivet i årene før, under og efter den tyske besættelse". Arkiverad 24 oktober 2014 hämtat från the Wayback Machine. Kulturkapellet.dk. Läst 24 oktober 2014. (danska)

- "Spara och Slösa" på Seriewikin
- Skott, Staffan (1981). Spara och Slösas mamma. (Förord i Spara och Slösa av Birgitta Lilliehöök). Stockholm: Gidlund. Libris 7591233. ISBN 91-7021-360-7